# Dawakin Tofa
Dawakin Tofa est une zone de gouvernement local de l'État de Kano au Nigeria,.

## Source
- (en) Cet article est partiellement ou en totalité issu de l’article de Wikipédia en anglais intitulé « Dawakin Tofa » (voir la liste des auteurs).